# Ахметова, Алма
Алма Ахметова (род. 20 декабря 1920, аул № 2 Джангельдинского района Костанайской области) — советская казахская актриса театра, Народная артистка Казахской ССР (1975).

## Биография
В 1939 году окончила Алматинское театральное училище. Первая роль — Шолпан в пьесе М. Ауэзова «Айман — Шолпан» на сцене Атырауского областного драматического театра. Среди сценических ролей: Улжан, Маржан, Коклан («Абай», «Карагоз», «Каракыпчак Кобланды» М. Ауэзова), Любовь Яровая (в одноимённом спектакле К. Тренёва), Танкабике («В ночь лунного затмения» М. Карима), Толгонай («Материнское поле» Ч. Айтматова), Лээна Туйск («Блудный сын» Э. Раннета), Макнал («Козы Корпеш и Баян сулу» Г. Мусрепова), Лабрина («Остров Афродиты» А. Парниса), Матери («В спешке» А. Жагановой), Матери («Несчастные женщины, ждущие своих сыновей» Б. Коркытова), Анке («Жаяу Муса» З. Акишева) и другие.

## Награды
- Медаль «За трудовую доблесть» (7 марта 1960)[1].
- Народная артистка Казахской ССР (1975).
- Заслуженная артистка Казахской ССР (1963).